# Mastigoptila ecornuta
Mastigoptila ecornuta är en nattsländeart som beskrevs av Oliver S. Flint Jr. 1974. Mastigoptila ecornuta ingår i släktet Mastigoptila och familjen stenhusnattsländor. Inga underarter finns listade i Catalogue of Life.